# Jerzy Krzymowski
Jerzy Bohdan Leon Krzymowski ps. „Leon”, „Bohdan”, „Bajka” (ur. 30 marca 1894 w Kosobudach, zm. 19 sierpnia 1969 w Warszawie) – major piechoty Wojska Polskiego, kawaler Orderu Virtuti Militari.

## Życiorys
Urodził się 30 marca 1894 we wsi Kosobudy, w rodzinie Maksymiliana i Zofii ze Sroczyńskich . Uczęszczał do Gimnazjum Rządowego w Białej Cerkwi. W 1905, po strajku szkolnym, przeniósł się do polskiego gimnazjum, którego także nie ukończył . Był członkiem Polskiej Partii Socjalistycznej, Organizacji Młodzieży Postępowo-Niepodległościowej, Związku Walki Czynnej i Związku Strzeleckiego .
W 1914 w Krakowie zaciągnął się do I plutonu Pierwszej Kompanii Kadrowej i do 21 listopada przeszedł szlak bojowy, następnie został przeniesiony do batalionu uzupełnień I Brygady dowodzonego przez Leona Berbeckiego, skąd powrócił do Pierwszej Kompanii Kadrowej. Został ranny w bitwie pod Kostiuchnówką , a podczas kryzysu przysięgowego był internowany w Szczypiornie i od grudnia 1917 w Łomży. W lipcu 1918 wszedł w szeregi 1 pułku piechoty Legionów. 21 sierpnia 1919 jako podoficer byłych Legionów Polskich został mianowany z dniem 1 sierpnia 1919 podporucznikiem w piechocie. Służył wówczas w Dowództwie Okręgu Generalnego „Warszawa”. Walczył w wojnie polsko-bolszewickiej, był ranny podczas bitwy niemieńskiej.
Po zakończeniu działań wojennych pozostał w czynnej służbie wojskowej, od stycznia 1921 służył w Dowództwie Okręgu Korpusu Nr I Warszawa jako wywiadowca. 3 maja 1922 został zweryfikowany w stopniu kapitana ze starszeństwem z 1 czerwca 1919 i 1652. lokatą w korpusie oficerów piechoty, a jego oddziałem macierzystym był nadal 1 pp Leg. w Wilnie.
Na pewien czas przydzielono go do 86 pułku piechoty, a następnie powierzono stanowisko kierownika referatu w II Oddziale Sztabu Generalnego, skąd przeszedł do Dowództwa Okręgu Korpusu III w Grodnie jako oficer informacji. Podczas przewrotu majowego stanął po stronie piłsudczyków i organizował akcje transportu wojskowego. Od maja 1927 kierował referatem Ogólnym Wydziału „B” Oddziału II Sztabu Generalnego Wojska Polskiego, a także pełnił funkcję oficera łącznikowego w Ministerstwie Spraw Wewnętrznych. Równocześnie studiował w Szkole Nauk Politycznych. 2 kwietnia 1929 został mianowany majorem ze starszeństwem z 1 stycznia 1929 i 47. lokatą w korpusie oficerów piechoty. W tym samym miesiącu został przeniesiony służbowo z dyspozycji ministra spraw wewnętrznych do dyspozycji komendanta kadry oficerów piechoty, a później dyspozycji szefa Departamentu Piechoty MSWojsk.
W tym samym roku został oddelegowany do Czechosłowacji, pełniąc funkcję oficera łącznikowego z tamtejszym Sztabem Generalnym i kierując placówką oficerską „Taras”. Podczas prowadzenia prac operacyjnych zdemaskował siatkę nacjonalistów ukraińskich, a także udowodnił związek OUN z Abwehrą.
Po powrocie do kraju praktykował w Komendzie Głównej Policji Państwowej, po czym pracował jako urzędnik do zleceń w Prezydium Rady Ministrów. 24 marca 1937 został mianowany naczelnikiem Wydziału Bezpieczeństwa Ministerstwa Spraw Wewnętrznych. Funkcję tę piastował do momentu ewakuacji polskiego rządu 17 września 1939. W Rumunii został internowany w Turnu Severin, gdzie zarabiał na utrzymanie ucząc matematyki i fizyki.
Po zakończeniu działań wojennych, 28 czerwca 1946 powrócił do Polski i początkowo mieszkał w Krakowie, następnie przeniósł się do Warszawy, gdzie pracował w Biurze Ligi Morskiej. 14 października 1947 został aresztowany na polecenie Departamentu X Ministerstwa Bezpieczeństwa Publicznego i po przesłuchaniach prowadzonych przez płk. Józefa Różańskiego osadzono go bez wyroku w więzieniu mokotowskim, gdzie przebywał do 1952. Sąd Wojewódzki skazał wówczas Bolesława Krzymowskiego na karę dożywocia i utratę majątku, którą podtrzymał Sąd Najwyższy wyrokiem zasądzonym przez sędziego Emila Merza z dnia 3 czerwca 1953. Opuścił zakład karny na mocy amnestii w 1956, jednocześnie pozbawiono go praw do podjęcia pracy, świadczenia emerytalnego. Utrzymywał się ze sprzedaży pamiątek rodzinnych, przyznanych mu odznaczeń oraz bogatej kolekcji filatelistycznej.
Zmarł 19 sierpnia 1969 w Warszawie. Został pochowany na cmentarzu w Wilanowie .

## Ordery i odznaczenia
- Krzyż Srebrny Orderu Wojskowego Virtuti Militari nr 7142 (17 maja 1922)[12]
- Krzyż Niepodległości (9 listopada 1931)[13][2]
- Krzyż Walecznych[14]
- Złoty Krzyż Zasługi (trzykrotnie: 19 marca 1931[15][16], 11 listopada 1936[11], 19 lipca 1939[17])
- Krzyż Legionowy (1925)
- Odznaka pamiątkowa internowanych „Szczypiorno–Łomża”
- Order Krzyża Orła III klasy (Estonia, 1937)